# مالینه مورتنسن
مالینه مورتنسن (به دانمارکی: Malene Mortensen) (زاده ۲۳ می ۱۹۸۲) خواننده دانمارکی است.
او در مسابقه آواز یوروویژن ۲۰۰۲ نماینده دانمارک بود.

## نگارخانه

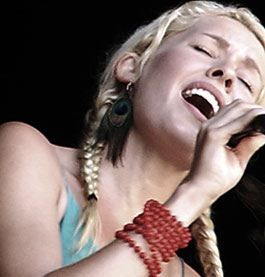
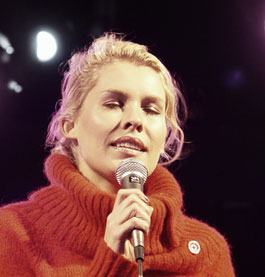
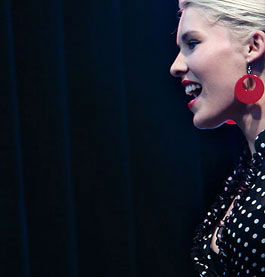